# Misako Watanabe

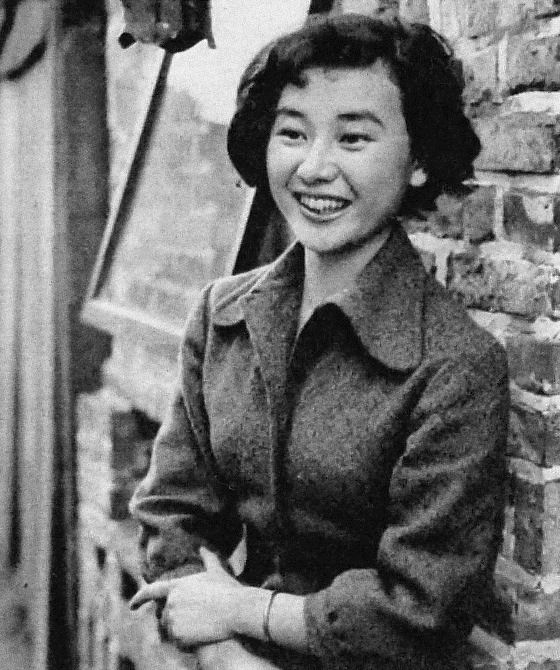
Misako Watanabe (1956)

Misako Watanabe (japanisch 渡辺美佐子 Watanabe Misako; * 23. Oktober 1932 in der Präfektur Tokio) ist eine japanische Schauspielerin.

## Leben
Misako Watanabe wurde 1932 in Tokio geboren. Sie nahm Schauspielunterricht an der dortigen Theaterkompanie Haiyūza (俳優座) und erhielt 1953 mit neunzehn Jahren ihre erste kleine Filmrolle in Der Turm der Lilien.
1963 spielte Watanabe die weibliche Hauptrolle im Musikfilm Sanada Fūunroku sowie im Actionfilm Jagd auf die Bestie. Ein Jahr später war sie in ihrer wohl bekanntesten Rolle als Zweite Ehefrau in dem Horrorfilm Kwaidan von Masaki Kobayashi zu sehen. In den folgenden Jahren wirkte Watanabe in mehreren Dutzend Filmen und Fernsehserien mit.
Zu ihren späteren Filmauftritten gehören Rollen in Shiawase no Pan von 2012 sowie im vielfach ausgezeichneten Drama Fune o Amu von 2013. 2016 war Watanabe in allen acht Folgen der Miniserie Princess Maison zu sehen, die auf einem gleichnamigen Anime basiert. Sie ist bis heute als Schauspielerin aktiv.
Für ihre schauspielerischen Leistungen wurde Misako Watanabe mehrfach ausgezeichnet. So erhielt sie 1959 den Blue Ribbon Award als beste Nebendarstellerin in Hateshinaki yokubô. 1997 verlieh ihr die japanische Regierung die Ehrenmedaille des Landes, gefolgt vom Orden der Aufgehenden Sonne im Jahr 2004.

## Filmografie (Auswahl)
- 1953: Der Turm der Lilien (Himeyuri no Tō)
- 1958: Hateshinaki Yokubō
- 1962: Ich bin zwei Jahre alt (Watashi wa Nisai)
- 1963: Sanada Fūunroku
- 1963: Jagd auf die Bestie (Yajû no seishun)
- 1963: Bushido – Sie lieben und sie töten (Bushidō Zankoku Monogatari)
- 1964: Kwaidan (Kaidan)
- 1973: Shinobu Ito
- 1982: Tattoo Ari
- 1983–1984: Oshin (Fernsehserie)
- 2012: Shiawase no Pan
- 2013: Fune o Amu
- 2016: Princess Maison (Miniserie, acht Folgen)